# Synodontis notatus
Synodontis notatus är en fiskart som beskrevs av Vaillant, 1893. Synodontis notatus ingår i släktet Synodontis och familjen Mochokidae. IUCN kategoriserar arten globalt som livskraftig. Inga underarter finns listade i Catalogue of Life.